# アリゾナ (客船)
アリゾナ（SS Arizona）は、グイオン・ラインの所有する客船である。

## 概要
アリゾナはジョン・エルダー・アンド・カンパニーによって建造され、1879年3月10日月曜日に進水した。初期はグイオン・ラインが所有し、処女航海の直後に行ったニュージャージー州サンディ・ホーク - クイーズ・タウン間の航海では、7日8時間11分で大西洋を横断するという記録を打ち立て、東回り航路のブルーリボン賞を受賞した。そしてこの記録を1882年まで保持し続けた。
1879年11月7日、アリゾナはリヴァプールへと向かう航海の途中で氷山と衝突する事故を起こし、激しく損傷した。なんとか浮いていられたためセント・ジョンズに自力で辿り着き、修理を受けた。修理後もリヴァプール - ニューヨーク間の定期船として使用され続け、1894年5月12日に最後の航海を終えたあと、スコットランドのアーガイル・アンド・ビュートで係留、保管された。
1884年、アリゾナはWm. G.Pearceによって改修を受け、工事は1894年に終了した。さらに1898年に更なる改修を受けたため、総トン数が5,305トンに増えた。アリゾナは短期間、太平洋でサンフランシスコ - 日本 - 中国間の定期船として使用され、同年、アメリカ合衆国旧陸軍省に引き取られた。その後は、アメリカ陸軍の輸送船として1898年から使用され、1902年にブルックリン海軍工廠で改装を受け、輸送船ハンコック（USS Hancock）として北大西洋で1918年まで運航された。その後はフィラデルフィア海軍造船所で改装を受けたものの、結局1926年5月にスクラップとなった。